# Charis SIL
Charis SIL è un tipo di carattere con grazie prodotto da SIL International.
È basato sul carattere Bitstream Charter , uno dei primi tipi di carattere progettato per le stampanti laser.
Il suo scopo è di «fornire una singola famiglia di caratteri basata su Unicode che contenga un esteso inventario dei glifi necessari per quasi tutti i sistemi di scrittura basati su caratteri latini e cirillici, usati sia per necessità fonetiche che ortografiche».
È disponibile in quattro stili: roman, grassetto, corsivo, e grassetto corsivo (a differenza del Doulos SIL, che è disponibile solo in roman).
Charis SIL supporta le tecnologie Graphite, OpenType, e AAT per le funzioni di resa grafica avanzata.
Assieme al Doulos SIL, è offerto sotto la licenza Open Font License [OFL] di SIL International, e può essere scaricato gratuitamente .
La versione 4.0.02 del font include 1958 caratteri e 3084 glifi.